# Gemeinwirtschaftliche Anstalt
Gemeinwirtschaftliche Anstalt (gwA) war eine öffentlich-rechtliche Unternehmensform in der Ersten Republik Österreich (1919–1934), die durch den sozialdemokratischen Politiker Otto Bauer konzipiert worden war.
Diese wurden in Anlehnung an Aktiengesellschaften gestaltet, wobei ein demokratisch gewähltes Gremium an die Stelle der Hauptversammlung trat und so die Angelegenheiten der mit dem Unternehmen verbundenen Interessengruppen, darunter insbesondere die der dort beschäftigten Arbeitnehmer, vertreten sollte.
Die Einführung der Rechtsform gwA war mit dem Versuch verbunden, ein Wirtschaftssystem zu etablieren, welches heute unter dem Namen „Konkurrenzsozialismus“ bekannt ist und auf der Synthese zwischen den volkswirtschaftlichen Theorien John Maynard Keynes und des Marxismus basierte. In diesem sollten die gemeinwirtschaftlichen Anstalten als Basiseinheiten dienen.

## Organe

### Anstaltsversammlung (beschließendes Organ)
Die Anstaltsversammlung bestellte die Mitglieder der Geschäftsleitung. Sie genehmigte den Jahresabschluss, beschloss die Gewinnverwendung und entschied über Satzungsänderungen. Insbesondere Kapitalmaßnahmen waren daher von der Anstaltsversammlung zu beschließen.
Die Anstaltsversammlung bestand aus Vertretern der gründenden Gebietskörperschaft, der Geschäftsleitung und des Betriebsrates. Ferner konnte durch die Satzung bestimmt werden, das auch andere öffentliche Körperschaften, Konsumentenorganisationen, andere Privatinteressenten sowie im Falle einer Aufnahme von Teilschuldverschreibungen die Bank, welche diese ausgegeben hat, Vertreter in die Anstaltsversammlung entsenden konnten. Dabei musste die Anzahl der Vertreter des Betriebsrates mindestens ein Viertel der Stellen betragen – wohingegen die Anzahl der Vertreter der Geschäftsleitung, der Privatinteressenten und einer Bank, welche Teilschuldverschreibungen der Anstalt ausgab, zusammen nicht die Hälfte der Stellen erreichen durfte.
Die Tätigkeitsdauer der Anstaltsversammlung umfasste je drei Geschäftsjahre; sie erlosch mit der Beschlussfassung über die dritte Jahresbilanz der jeweiligen Amtsperiode.

### Geschäftsleitung (leitendes Organ)
Die Leitung einer gemeinwirtschaftlichen Anstalt hatte die Geschäftsleitung, die sich im Regelfall aus mehreren Personen zusammensetzte – ihr entsprach der Vorstand einer Aktiengesellschaft. Sie war nicht weisungsgebunden, wurde aber in der grundsätzlichen Ausrichtung ihrer Arbeit durch die Anstaltsversammlung kontrolliert.
Die Geschäftsleitung wurde durch einen Dienstvertrag angestellt. Sie vertrat die gwA nach außen (gerichtlich und außergerichtlich), ihr oblag die Gesamtgeschäftsführungsbefugnis und die Gesamtvertretungsmacht (zum Beispiel Buchführung, Jahresabschluss). Sie berief die ordentliche und die außerordentliche Anstaltsversammlung ein.

### Überwachungsausschuss (überwachendes Organ)
Der Überwachungsausschuss wurde ausschließlich von der jeweiligen Gebietskörperschaft bestellt und kontrollierte sowohl die Tätigkeit der Anstaltsversammlung als auch der Geschäftsleitung zum Zwecke einer gesetz- und satzungsgemäßen Ausführung. Lagen erhebliche Verstöße gegen diese vor, konnte der Überwachungsausschuss die Auflösung und Neubesetzung beider Organe verlangen.
Ferner war der Überwachungsausschuss verpflichtet die Anstaltsversammlung über Tätigkeiten der Geschäftsleitung zu informieren, von welchen dem Unternehmen wirtschaftlicher Schaden entstehen konnte.
Die gesetzlich eingeräumten Befugnisse des Überwachungsausschusses lagen dabei wesentlich über jenem des Aufsichtsrates einer Kapitalgesellschaft: So konnte der Ausschuss die Geschäftsleitung auch gegen den Willen der Anstaltsversammlung abberufen sowie unter bestimmten Voraussetzungen auch die Anstaltsversammlung auflösen.

## Rechtsstatus
Die Gründung einer gemeinwirtschaftlichen Anstalt erfolgte auf Grundlage eines von der jeweiligen Gebietskörperschaft erlassenen Gesetzes, in welchem das Unternehmen mit dem Angebot einer Dienstleistung oder der Herstellung eines Produktes beauftragt wurde und welches seine Satzung – insbesondere die Zusammenstellung der Anstaltsversammlung – festlegte.
Das Unternehmen befand sich offiziell im Besitz der Gebietskörperschaft, haftete jedoch ausschließlich mit dem Gesellschaftskapital. In Bezug auf Steuer- und Finanzrecht waren die gemeinwirtschaftlichen Anstalten mit Privatunternehmen gleichgestellt.

## Geschichte
siehe auch Wirtschaftsrechnung im Sozialismus
Die SDAP, genauer gesagt, der Kopf ihres linken Flügels, Otto Bauer, entwickelte in der Phase des Austromarxismus ein ausgearbeitetes Transformationsmodell, mit welchem der Übergang vom Kapitalismus in eine sozialistische Gesellschaftsform erreicht werden sollte. In diesem sollten die gemeinwirtschaftlichen Anstalten als Basiseinheiten dienen.
Nach Bauers Konzeption war es beabsichtigt, dass die Industrie Österreichs im Rahmen umfassender Sozialisierungsmaßnahmen in Form der gemeinwirtschaftlichen Anstalten reorganisiert und in staatlich kontrollierten Trusts zusammengefasst werden sollte.
Anders als im Falle der Zentralverwaltungswirtschaft der UdSSR und anderen Ländern des Ostblocks sollte nicht die Marktwirtschaft überwunden, sondern die Industrie in gesellschaftliches Eigentum überführt und unter Beibehaltung des marktwirtschaftlichen Ordnungsrahmens demokratisch verwaltet werden.
Angesichts der österreichischen Nachkriegsrealität – das Land war ein hungernder, von Lebensmittellieferungen des Auslands abhängiger Kleinstaat – waren allerdings grundlegende Änderungen des Wirtschaftssystems nicht zu realisieren. Solange die ungarische und die Münchner Räterepublik sich hielten, wurde im österreichischen Parlament über die Sozialisierung im Sinne Bauers verhandelt. Mit dem Zerfall dieser Staaten war die Bereitschaft der bürgerlichen Seite, weiter in diese Richtung zu verhandeln, aber nicht mehr gegeben. Auch die siegreichen Ententemächte machten deutlich, dass sie keinerlei Verstaatlichung oder Kollektivierung von Privatunternehmen wünschten. So blieben als Gemeinwirtschaftliche Anstalten letztlich nur einige Staatsunternehmen der Kriegswirtschaft übrig, die vielfach mit großen Konversionsproblemen zur Friedensproduktion kämpften, etwa die Österreichischen Werke Arsenal, die liquidiert werden musste. Als gemeinwirtschaftliche Anstalt wirtschafteten vor allem die Heilmittelwerke erfolgreich.
Im Zuge der Errichtung des auch als Austrofaschismus bezeichneten „ständestaatlichen“ Diktatur unter Engelbert Dollfuß wurden bis 1936 alle geschaffenen Unternehmen der Rechtsform gwA aus ideologischen Gründen liquidiert.

## Wissenschaftliche Bewertung
Der österreichische Ökonom Stephan Koren sah einen Widerspruch zwischen der ursprünglichen Idee der Selbstverwaltung durch die Anstaltsversammlung und der im Gesetz verankerten tatsächlich sehr starken Position der Vertreter des Staates:

„Das Schwergewicht der Entscheidungsbefugnis über die Führung der gemeinwirtschaftlichen Anstalten lag nun offenbar nicht mehr bei dem „demokratischen“ Gremium der Anstaltsversammlung, sondern bei dem von den Gebietskörperschaften bestellten „Überwachungsausschuß“. Zweifellos hätte die rechtliche Konstruktion der gemeinwirtschaftlichen Anstalt weit mehr den Aufbau einer zentralistischen Leitung der gesamten Gemeinwirtschaft erlaubt als den ursprünglich vorgesehenen Interessensausgleich auf Betriebsebene.“